# Дитомассо, Дэниэл
Дэниэл Ди Томассо (англ. Daniel DiTomasso, род. 30 января 1983) — канадская модель и актёр. Ди Томассо известен благодаря своей роли Киллиана Гардинера в сериале Lifetime «Ведьмы Ист-Энда», где он снимался на регулярной основе с 2013 по 2014 год.
Ди Томассо родился и вырос в Монреале, Канада, и свободно говорит на английском, французском и итальянском языках. До начала актёрской карьеры он работал фотомоделью под руководством Ford Models, на бренды, среди которых были L’Oréal и Giorgio Armani. Он дебютировал в 2012 году в эпизоде сериала «Красавица и чудовище», вскоре после чего получил регулярную роль в «Ведьмы Ист-Энда». В дополнение к этому, Ди Томассо также появился в «C.S.I.: Место преступления».

## Фильмография
| Год       | Название на русском        | Название на английском         | Роль             | Примечания                   |
| --------- | -------------------------- | ------------------------------ | ---------------- | ---------------------------- |
| 2012      | Красавица и чудовище       | Beauty and the Beast           | Зик              | Эпизод: «Pilot»              |
| 2013      | C.S.I.: Место преступления | CSI: Crime Scene Investigation | Санто            | Эпизод: «Fearless»           |
| 2013-2014 | Ведьмы Ист-Энда            | Witches of East End            | Киллиан Гардинер | Регулярная роль, 23 эпизода  |
| 2015      | Оригами Фокс               | Origami Fox                    |                  |                              |
| 2016      | Приговор                   | Conviction                     | Джексон Моррисон | Оригинальный пилотный эпизод |